# 사이클론 팸

3 월 산타 크루즈 군도를 강타하는 사이클론 팸

2015년 3월 13일 바누아투를 강타하는 사이클론 팸

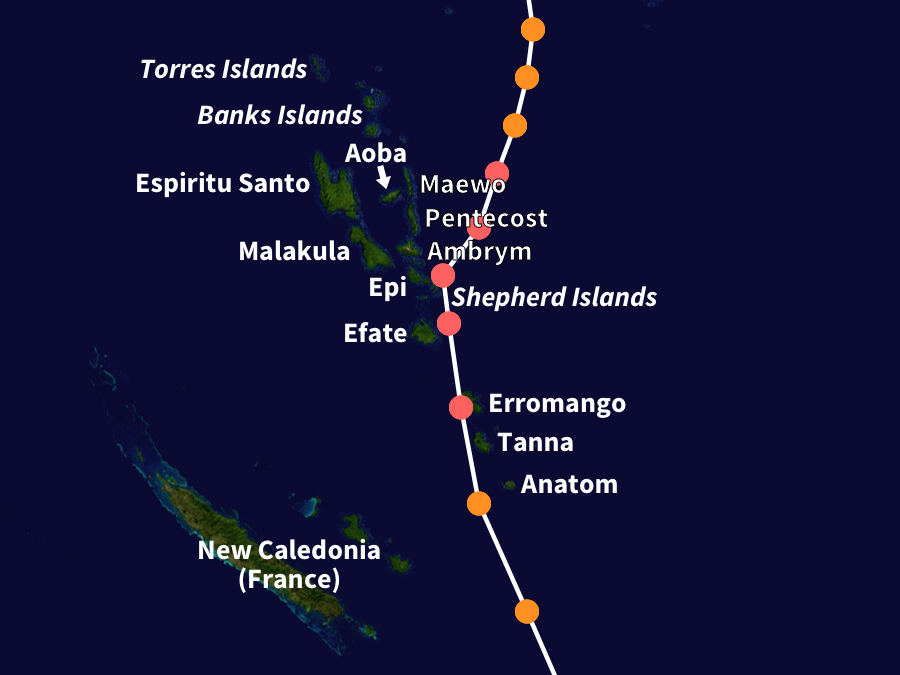
3월 12일에서 14 일 사이에 바누아투 섬과 관련된 경로를 묘사 한 사이클론 팸 트랙 확대

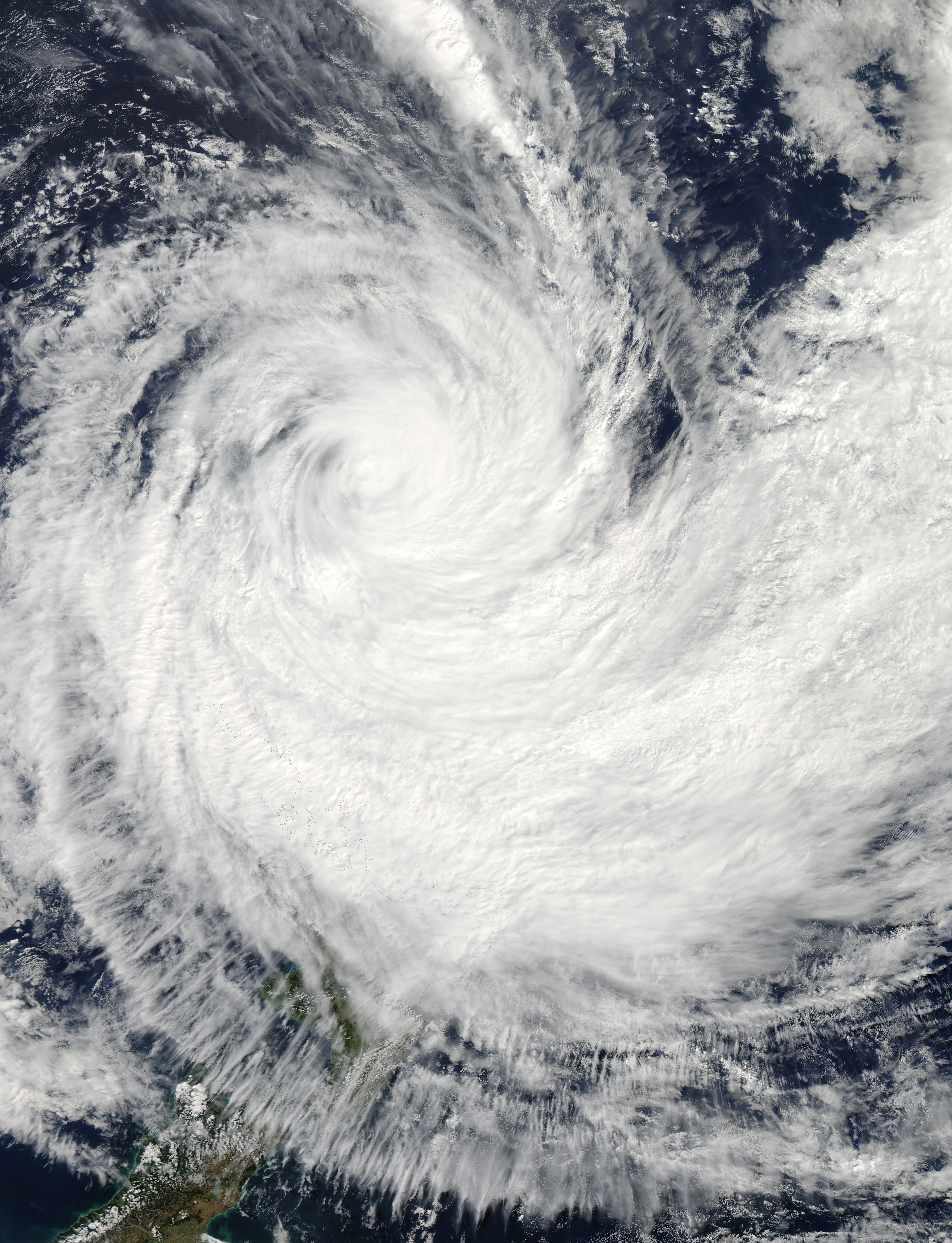
3 월, 뉴질랜드 북동부의 열대성 사이클론 팸이 열대성 사이클론으로 전환 15

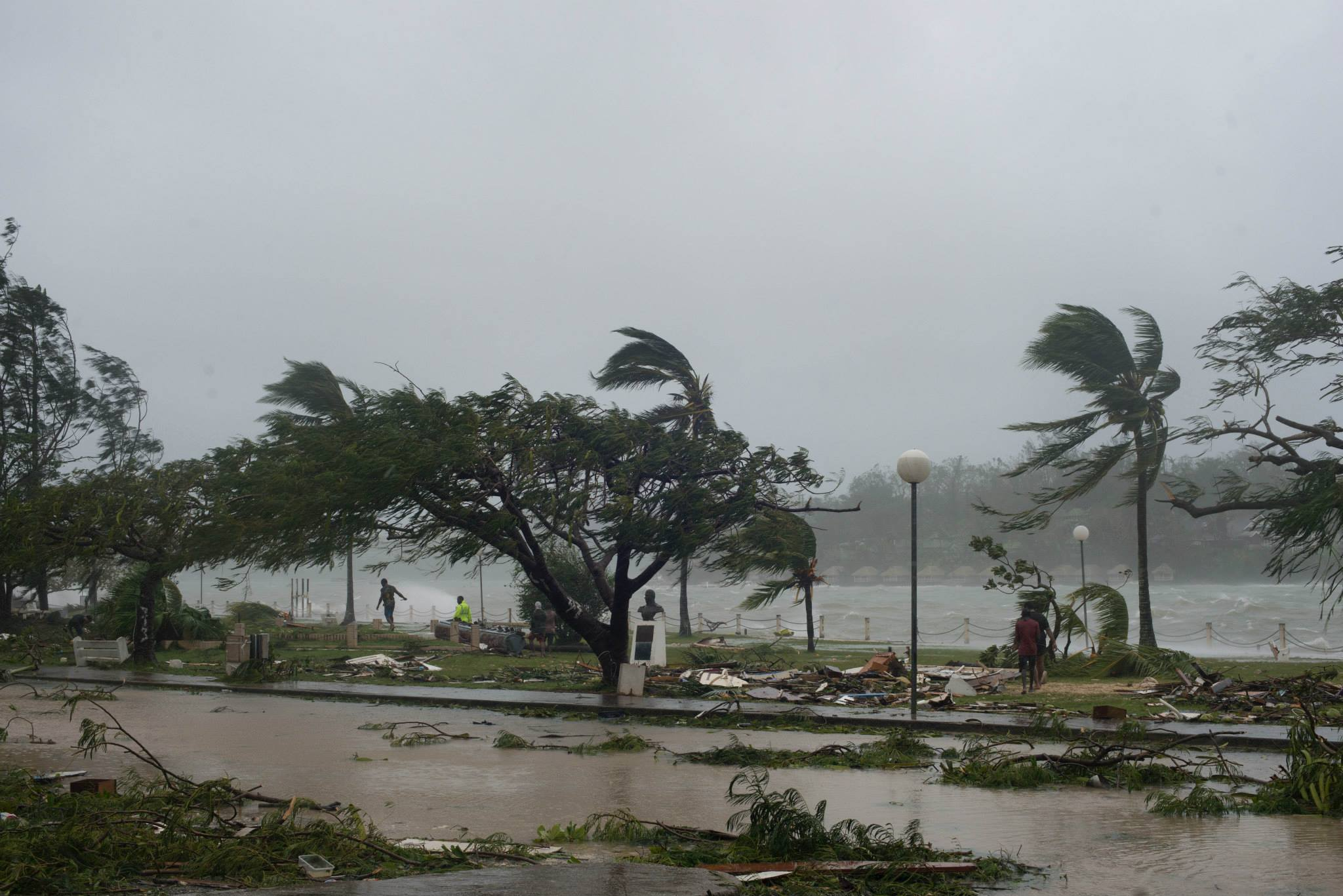
3 월에 포트 빌라 해안가 14

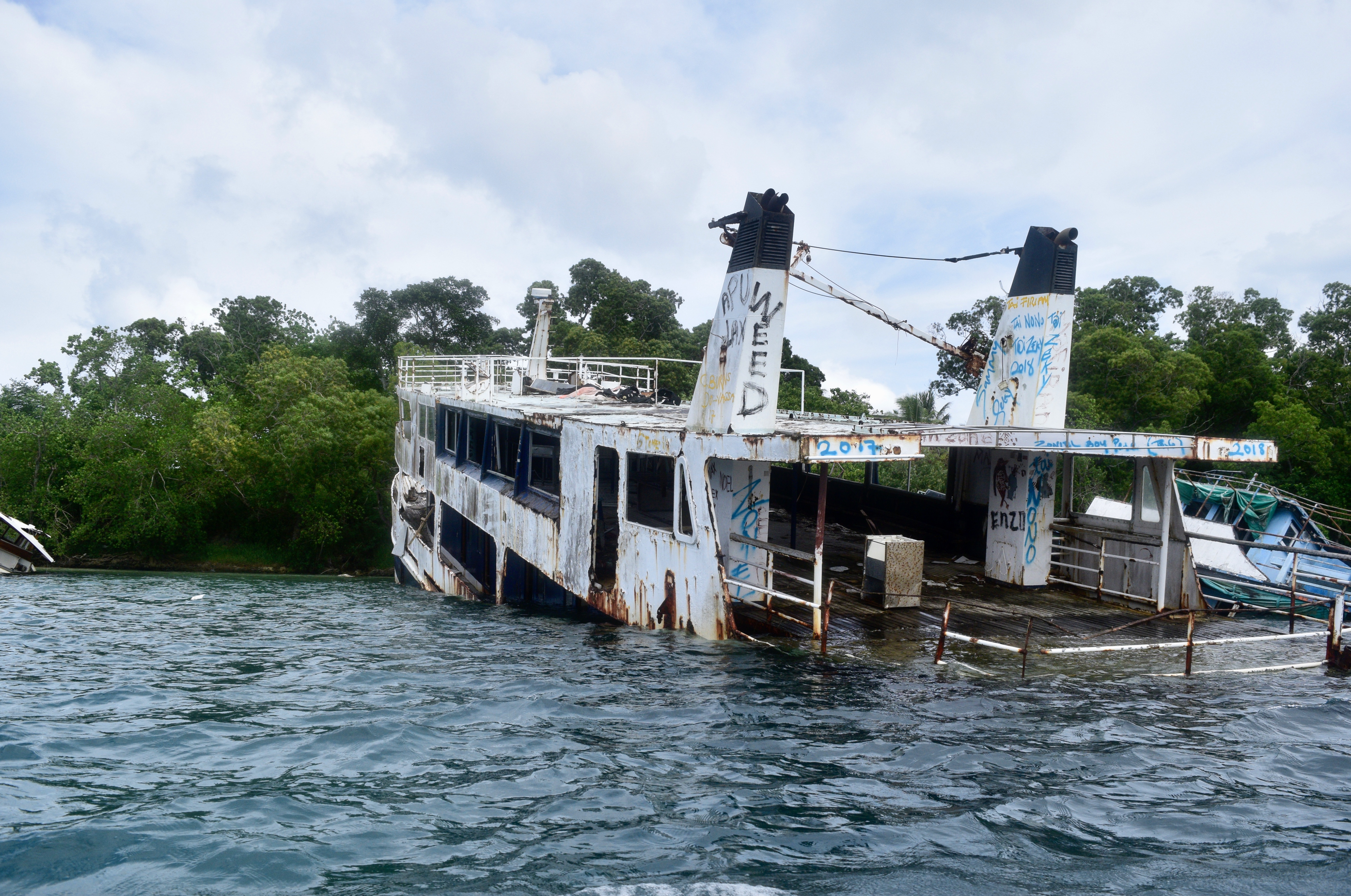
사이클론 팸 (Cyclone Pam) 3년 후 바누아투의 잔해. 2018년에 찍은 사진.

사이클론 팸은 남태평양에서 세 번째로 강한 사이클론으로 바누아투 역사상 최악의 자연 재해 중 하나로 여겨진다. 사이클론의 영향은 남태평양의 다른 섬들, 특히 솔로몬 제도, 투발루, 뉴질랜드에도 영향을 미쳤다. 팸은 2016년 사이클론 읜스턴 과 2002년 사이클론 조 다음으로 기압 이 남태평양에서 세 번째로 강한 사이클론이다. 또한 허리케인 퍼트리샤 다음으로 2015년에서 가장 낮은 사이클론이다. 또한 팸은 남반구에서 사이클론의 두 번째로 강하다고 한다. (참고로 1위는 사이클론 읜스턴이다.)
팸은 솔로몬 제도 근처에서 3월 6일에 발생되었다.발생 후 천천히 남향하면서도 천천히 강화되었다. 그 후 며칠 동안 팸은 계속해서 강화되었고, 3월 12일 사피어-심프슨 허리케인 등급에서 5등급 사이클론 이 되었다. 다음날 팸의 풍속은 250km / h에 이르려 풍속으론 최성기를 맞이하였다. 그러고 나선 사이클론이 바누아투를 통해 이동하면서 여러 섬 근처를 지나 다른 지역에 직접적으로 피해를 입혔다. 그 후 3월 14일 팸의 풍속이 조금 약화되었지만 압력이 896hpa로 떨어지며 압력으론 최성기를 맞이하였다. 이후에 북상하기 전에 며칠 동안 사이클론이 계속해서 약화되었고, 3월 15일, 팸은 같은 날에 열대 저기압으로 약화 되기 전에 뉴질랜드 북동부를 통과했다.
사이클론 팸으로 인해 솔로몬 제도, 산타 크루즈 제도에서 폭우가 발생하였다. 바누아투에서는 모든 응급 센터가 활성화되었고 미국에서는 최악의 열대 저기압 중 하나가 될 수 있다고 평가하였다. 사이클론이 포트 빌라의 수도 인 에파테에서 사이클론이 이동함에 따라 치명적인 피해가 발생하였다. 그리고 에로망고 와 탄나의 테페아 섬에서도 피해가 발생하였다.
2015년 3월의 개장일 동안 주요 서풍이 터져 2014-16 El Nino 행사 와 적도의 양쪽에 있는 키리 바티 인근의 두 개의 열대 저기압 개발에 기여했다. 최초의 열대성 저기압은 열대성 폭풍 바비 가되었으며 마셜 제도, 마리아나 제도 및 필리핀에 영향을 미쳤다. 두 번째 시스템은 Fiji Meteorological Service에 의해 Tropical Disturbance 11F로 처음 인식되었다.   (FMS) 3월 6일 동안 약 750 킬로미터 (470 mi) 솔로몬 제도의 호 니아 라 북동쪽. 이 시스템은 고압의 상부 융기 부분 아래에 있으며, 중간 정도의 수직 윈드 시어를 사용한 추가 개발에 유리한 영역 내에 위치했다. 결과적으로, 일기 예보 모델 은 앞으로 며칠 동안 상당한 열대성 저기압의 개발이 예상되었다. 처음에,이 교란은 솔로몬 제도의 동쪽으로 가라 앉았고 천천히 강화되어 3월 8일 열대 우울증 강도에 도달했다. 폭풍우의 출현과 샤워의 면적은 다음날까지 고정되어 있었다. 시스템 중앙을 감싸는 레인 밴드 형성으로 인해 FMS가 폭풍의 분류를 범주로 업그레이드 할 때   호주 열대성 저기압 규모 의 열대성 저기압 1 개, Pam이라는 이름. 당시의 대기 상태는 폭풍이 북쪽으로 고압 지역 의 남쪽 주변을 따라 천천히 추적하면서 지속적인 개발에 약간 유리했다.

## 같이 보기
- 사이클론 윈스턴